# ニュートリノ検出器

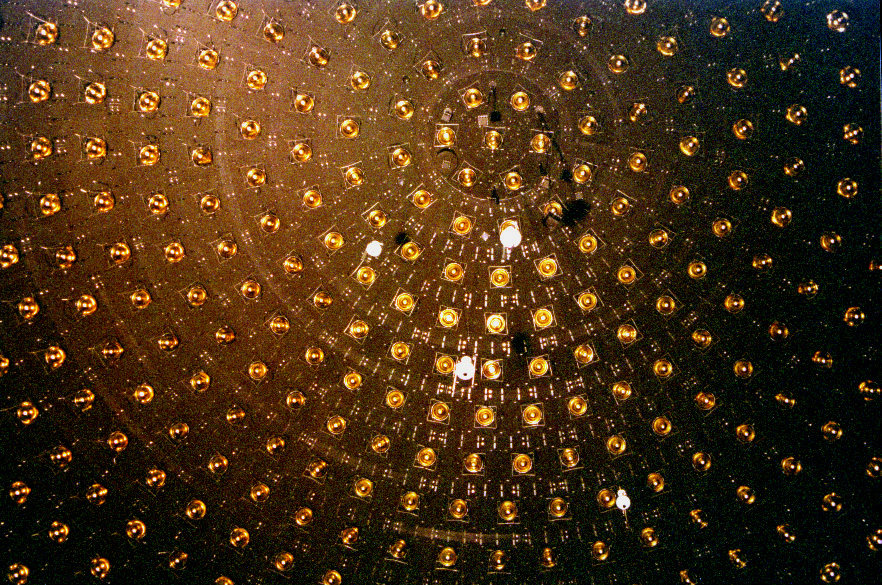
MiniBooNEニュートリノ検出器の内部

ニュートリノ検出器はニュートリノの研究のために設計された物理装置である。ニュートリノは弱い相互作用によってしか他の粒子の物質と反応しないため、有意な数のニュートリノを検出するためにはニュートリノ検出器は非常に大きくなければならない。ニュートリノ検出器は宇宙線やその他のバックグラウンド放射線を避けるためにしばしば地下に建設される。ニュートリノ天文学はまだ発展途上の分野であり、確認されている地球外のニュートリノ源は太陽と超新星SN1987Aのみである。ニュートリノ天文台は「天文学者に宇宙を研究するための新たな目を与える」だろう。
検出には様々な方法が用いられている。スーパーカミオカンデは大量の水を光電子増倍管で取り囲み、入射したニュートリノが水中で電子やミュオンを生成したときに放出されるチェレンコフ放射を観測する。 サドベリー・ニュートリノ天文台も同様の手法だが、検出媒体として重水を用いる。その他の検出器は大量の塩素やガリウムで構成され、元の物質に対してそれぞれニュートリノ相互作用によって生成されるアルゴンやゲルマニウムの過剰量を定期的に確認する。MINOSでは固体プラスチックシンチレータを用い光電子増倍管で観測し、Borexinoではプソイドクメン液体シンチレータを用い同じく光電子増倍管で観測し、NOνA検出器では液体シンチレータ中に通した光ファイバーでシンチレーション光を拾い、それをアバランシェフォトダイオードで検出する。
新たに提案された熱音響効果によるニュートリノの音響検出は、ANTARES、IceCube、KM3NeTの各共同研究が取り組む研究課題である。

## 理論
ニュートリノは原子炉や加速器から人工的に発生させることができるが、自然の状態でも「衝突ブラックホール、爆発した恒星からのガンマ線バースト、および/または遠方銀河コアの激しい事象」のような超深宇宙領域に由来するとされるニュートリノが地球には多数飛来してきており、毎秒数百億個が「我々の体1cm四方あたりを気付かないうちに通り過ぎていく」。にもかかわらず、ニュートリノと原子との間の反応断面積は非常に小さいため、これらは極めて検出困難である。ニュートリノには3つの種類、いわゆる科学者が「フレーバー」と呼ぶものがある。ニュートリノ衝突後に発生する粒子にちなんで名付けられた電子ニュートリノ、ミューニュートリノ、タウニュートリノの3種類で、空間を伝搬する間にニュートリノは「3種類のフレーバーの間を振動する」。このニュートリノ振動と呼ばれる現象が起こるためにはニュートリノが静止質量を持つ必要があるため、それまでは質量がないと考えられていたニュートリノにはわずかに質量があることが判明した。ニュートリノは 中性カレント（Zボゾンの交換を伴う）あるいは荷電カレント（Wボソンの交換を伴う）を通して、弱い相互作用をすることができる。
- 中性カレント相互作用では、ニュートリノが入射し、エネルギーと運動量の一部を標的粒子に移転した後に検出器から出る。標的粒子が荷電粒子で十分軽い（例えば電子）ならば、相対論的な速度まで加速され、それに伴ってチェレンコフ放射が起こりうる。そしてそれは直接的に観測することができる。すべてのフレーバーのニュートリノがエネルギーによらず関与しうる。しかし、ニュートリノのフレーバーの情報は後に残らない。
- 荷電カレント相互作用では、高エネルギーニュートリノがそのパートナーレプトン（電子、ミュオン、またはタウオン）に変形する[6]。ただし、ニュートリノが自身よりも重いパートナー粒子の質量を作るのに十分なエネルギーを持っていなければ荷電カレント相互作用は起こりえない。太陽や原子炉に由来するニュートリノは電子を作るのに十分なエネルギーを持っている。ほとんどの加速器によるニュートリノビームはミュオンも作ることができ、タウ粒子を作ることができるものもいくつかある。これらのレプトンを識別することができる検出器は荷電カレント相互作用した入射ニュートリノのフレーバーを明らかにすることができる。この相互作用は荷電ボソンの交換を伴うので、標的粒子も性質が変化する（例えば、中性子→陽子）。

## 検出技術

### シンチレータ
反ニュートリノは1956年にサバンナ川原子炉の近くで初めて検出された。フレデリック・ライネス とクライド・カワンは塩化カドミウム水溶液を包含する2つの標的を用いた。2つのシンチレーション検出器がこのカドミウム標的の横に置かれた。1.8MeVのしきい値エネルギーを超える反ニュートリノは荷電カレント「逆ベータ崩壊」相互作用を水中の陽子と起こし、陽電子と中性子を生成した。結果として生じる陽電子は電子との対消滅でそれぞれ約0.5MeVのエネルギーの光子のペアを同時に生成する。これらを標的の上下の2つのシンチレーション検出器でそれぞれ検出することができた。 カドミウムの原子核により捕獲された中性子は約8MeVの遅延ガンマ線を結果として生じ、それは陽電子消滅事象による光子から数マイクロ秒後に検出された。
この実験は反ニュートリノに特有な識別特性を与え、この粒子の存在を証明できるように、カワンとライネスによって設計された。全反ニュートリノ束を測定することはこの実験の目標ではなかった。したがって、検出された反ニュートリノはすべて使用した反応チャンネルのしきい値である1.8MeV以上のエネルギーを持ったものであった（1.8MeVは陽子から陽電子と中性子を生成するのに必要なエネルギーである）。原子炉由来の反ニュートリノのうち約3%のみがこの反応を起こすのに十分なエネルギーを持っている。
より最近建設され、はるかに大きいカムランド検出器では、同様の手法が日本の原子力発電所にある53の原子炉からくる反ニュートリノの振動を研究するために使用された。より小さいが、より放射性純度の高いBorexino検出器は太陽からのニュートリノスペクトルの最も重要な成分、それに地球や原子炉由来の反ニュートリノを測定することができる。

### 放射化学的手法
ブルーノ・ポンテコルボが提案した手法に基づく塩素検出器は、テトラクロロエチレンのような塩素含有流体で満たされたタンクからなる。ニュートリノは荷電カレント相互作用により塩素-37原子をアルゴン-37に転換する。この反応のニュートリノエネルギーしきい値は0.814MeVである。この流体は、定期的にヘリウムガスでパージされ、アルゴンが除去される。その後ヘリウムを冷却してアルゴンを分離、アルゴン原子数は電子捕獲放射性崩壊に基づき数えられる。リード (サウスダコタ州)近くの旧Homestake鉱山に位置する470トンの流体を保持する塩素検出器は、太陽ニュートリノをはじめて測定し、太陽からくる電子ニュートリノが不足していることを初めて観測した（太陽ニュートリノ問題を参照）。
同様の検出器設計で、より一層低い0.233MeVのしきい値を持つガリウム → ゲルマニウム転換を用いたものは、低エネルギーニュートリノに対する感度が高い。ニュートリノはガリウム-71の原子と反応し、不安定同位体ゲルマニウム-71の原子に転換することができる。ゲルマニウムは化学的に抽出、濃縮される。ニュートリノはゲルマニウムの放射性崩壊を測定することによって検出される。この後者の方法は、反応順序（ガリウム-ゲルマニウム-ガリウム）にちなみ、通称「アルザス-ロレーヌ」法と呼ばれる。ガリウムとゲルマニウムは、それぞれフランスとドイツにちなんで名付けられており、アルザス-ロレーヌ地方の領有権は歴史的にフランスとドイツの間で争点となっていたため、この技法の通称となった。これらの放射化学的検出法はニュートリノをカウントすることに対してのみ有用で、ニュートリノの方向やエネルギーの情報は得られない。ロシアのSAGE実験では約50トン、イタリアのGALLEX/GNO実験では約30トンのガリウムを反応物として用いた。この実験はガリウムが高価であるため、スケールアップすることが難しい。より大きな実験ではそれゆえ、より安価な反応物へと移行していった。

### チェレンコフ検出器
「リングイメージング」チェレンコフ検出器は、チェレンコフ光と呼ばれる現象を利用している。チェレンコフ放射は、電子やミュオンのような荷電粒子が検出器の媒質中をその媒質における光速よりも速く移動するときに常に発生する。チェレンコフ検出器では、大量の水または氷のような透明な物質が光を感知する光電子増倍管で取り囲まれている。十分なエネルギーを持って生成され、このような検出器中を移動する荷電レプトンは、検出器媒体中における光速より速く（ただし、真空中における光速よりは遅く）進む。このような荷電レプトンは、チェレンコフ放射により観測可能な「光の衝撃波」を生み出す。この放射は光電子増倍管によって検出され、光電子増倍管配列上に特徴的なリング状パターンとして現れる。ニュートリノは原子核と相互作用し、チェレンコフ放射を発する荷電レプトンを生成することができるので、このパターンを使って、入射ニュートリノの方向、エネルギーそして（場合によっては）フレーバーの情報を推測することができる。
2つの水を充填したこのタイプの検出器（カミオカンデとIMB）が超新星SN1987Aからのニュートリノバーストを記録した。科学者は大マゼラン雲内の星の爆発による19個のニュートリノ（超新星爆発によって放出された多量のニュートリノのうち19個のみ）を検出した。カミオカンデ検出器はこの超新星に伴うニュートリノバーストを検出することに成功し、1988年には太陽ニュートリノの生成を直接確認するために利用された。このような水を充填した検出器で最大のものはスーパーカミオカンデである。この検出器は11,000個の光電子増倍管に取り囲まれた50,000トンの純水を使用し、地下1kmに位置している。
サドベリー・ニュートリノ天文台 (SNO)は、1,000トンの超純度の重水が入った直径12メートルのアクリル酸プラスチック容器が直径22メートル、高さ34メートルの通常の超純水の円柱で取り囲まれたものを用いている。通常の水検出器でニュートリノ相互作用を見ることができるのに加えて、ニュートリノは重水中の重水素を分解することができる。結果として生じる自由中性子が、その後に捕獲され、検出可能なガンマ線バーストを放出する。3つすべてのフレーバーのニュートリノが等しくこの分離反応に寄与する。
MiniBooNE検出器は純粋な鉱油を検出媒体として採用している。鉱油は天然のシンチレータなので、チェレンコフ光を生成するのに十分なエネルギーを持っていない荷電粒子であっても、シンチレーション光を生成することができる。水中では見ることのできない低エネルギーのミュオンや陽子を検出することができる。

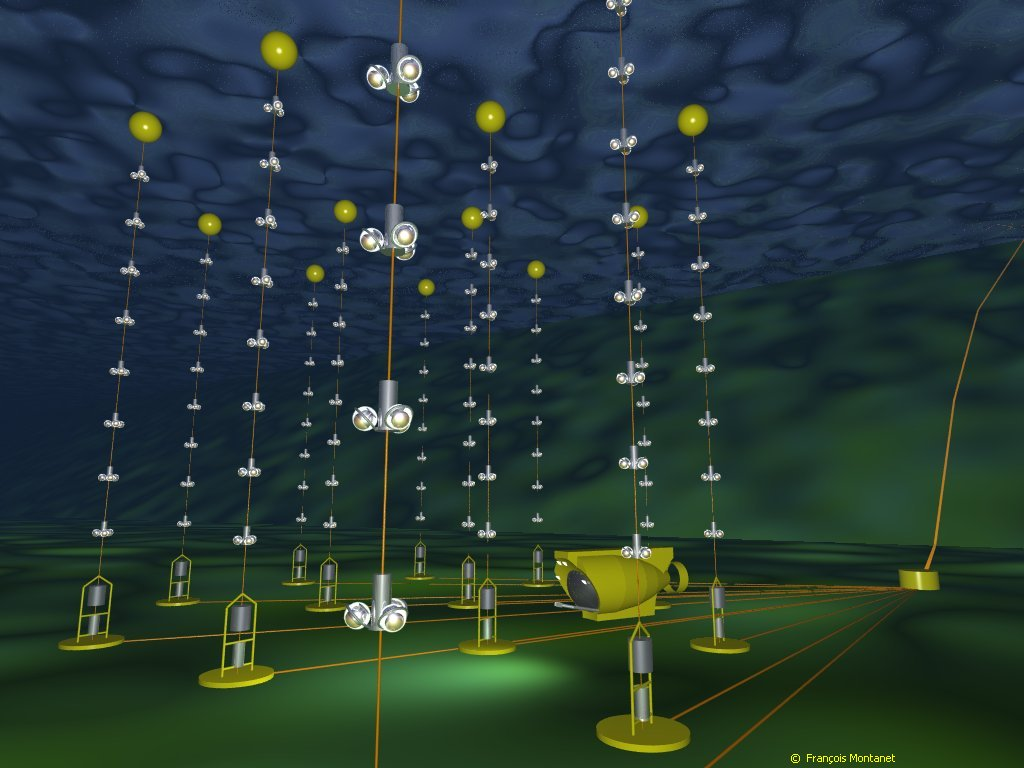
水面下に配置されたAntaresニュートリノ検出器の図。

 地中海の深さ約2.5kmに位置するANTARES（Astronomy with Neutrino Telescope and Abyss environmental RESearch）は2008年5月30日に完全に作動した。70メートル間隔で離れて配置された、12個の縦350メートルの検出器の糸からなり、それぞれ75個の光電子増倍管の光学モジュールを持つ。この検出器は周辺の海水を検出媒体として用いている。次世代の深海ニュートリノ望遠鏡KM3NeTの全装置体積は約5 km3となる予定である。検出器は地中海の3つの設置場所に分散される予定である。実施の第一段階は2013年より開始している。
Antarctic Muon And Neutrino Detector Array (AMANDA)は1996年から2004年まで稼働した。この検出器は南極点付近の南極氷河の深部（1.5-2km）に埋めた糸に装置した光電子増倍管を用いた。氷自体が検出媒体である。入射ニュートリノ方向はそれぞれが1つの光電子増倍管を持つ検出器モジュールの3次元的な配列を用いて個々の光子が到達する時間を記録することによって特定された。この方法で50GeV以上のニュートリノを空間分解能約2°で検出することができる。AMANDAは北天の地球外ニュートリノ源検索のためのニュートリノのマップを作成し、暗黒物質を探索するために使用された。AMANDAは現在、IceCube観測所に更新され、最終的に検出器配列の体積を1立方キロメートルに増やしている。

### 無線検出器
Radio Ice Cherenkov Experimentは、南極大陸の高エネルギーニュートリノからのチェレンコフ放射を検出するためのアンテナを用いる。 Antarctic Impulse Transient Antenna (ANITA)は南極大陸上空を飛行し、下方の氷と超高エネルギーニュートリノの相互作用によって生成されるAskaryan放射を検出する気球搭載用装置である。

### トラッキングカロリメータ
MINOS検出器のようなトラッキングカロリメータでは吸収物質と検出物質の板を交互に重ねて用いる。吸収板は検出器を増量し、一方で検出器板は飛跡情報を提供する。鉄は比較的高密度かつ安価であり、磁性をつけることができるという利点があるため、吸収体の選択肢として人気がある。NOνA計画は、非常に大きな体積のアクティブ検出器体積を用いることを選択し、吸収板を排除することを提案した。アクティブ検出器は液体またはプラスチックシンチレータで、光電子増倍管で読み出すことが多いが、様々な種類の電離箱も用いられている。
トラッキングカロリメータは高エネルギー（GeV領域）のニュートリノに対してのみ有用である。このエネルギーでは、中性カレント相互作用はハドロン片のシャワーとして現れ、荷電カレント相互作用は荷電レプトンの飛跡（おそらく何らかの形でハドロン片と一緒に現れる）の有無によって識別される。ミュオンは荷電カレント相互作用によって長い貫通飛跡を生成し、簡単に見つけることができる。このミュオンの飛跡の長さと磁場中での曲率によって、エネルギーと電荷(μ−
 かμ+
 )の情報を得ることができる。検出器中の電子は電磁シャワー作り出す。これはアクティブ検出器の粒度がシャワーの物理範囲に比べて小さければ、ハドロンシャワーとは区別することができる。タウレプトン基本的に直ちにパイオンまたは別の荷電レプトンのいずれかに崩壊し、このような検出器では直接観測できない。(タウ粒子を直接観察するために、一般的には写真乳剤で飛跡のねじれを見る。)

### コヒーレント反跳粒子検出器
低エネルギーでは、ニュートリノは個々の核子よりもむしろ、「コヒーレント中性カレントニュートリノ-核弾性散乱(Coherent Neutral Current Neutrino-Nucleus Elastic Scattering)」として知られるプロセスによって原子の核全体に対して散乱する。この効果は非常に小さなニュートリノ検出器を作るために利用されている。多くの検出方法と異なり、コヒーレント散乱はニュートリノのフレーバーに依存しない。

## バックグラウンド低減
ほとんどのニュートリノ実験では、地球の表面に降り注ぐ宇宙線のフラックスを処理しなければならない。
高エネルギー（>50MeV程度）のニュートリノ実験ではしばしば主要検出器が「ベトー(veto)」検出器によって覆われたり取り囲まれたりする。ベトー検出器は、いつ宇宙線が主要検出器を通ったかを明らかにし、主要検出器が無視（ベトー=拒否）すべき反応を対応付けることを可能にする。
低エネルギー実験では、宇宙線は直接的には問題にならない。その代わり、宇宙線によって生成される核破砕中性子と放射性同位元素が目的の信号と間違えられる可能性がある。これらの実験では、地球による遮蔽で宇宙線量を許容可能なレベルに低減できるため、検出器を地下深部に設置することが解決策となる。

## 望遠鏡
ニュートリノ検出器は宇宙物理学的観測を目的とすることが可能である。多くの宇宙事象はニュートリノを放出するとされている。
水中のニュートリノ望遠鏡：
- DUMANDプロジェクト（1976-1995年、中止）
- バイカル深層水中のニュートリノ望遠鏡（1993年）
- ANTARES （2006年）
- KM3NeT（2013年から建設途上）
- NESTORプロジェクト（1998年から開発途上）

氷下のニュートリノ望遠鏡：
- AMANDA （1996-2009年、IceCubeへ移行）
- IceCube（2004年）[2]
- DeepCoreおよびPINGUは、IceCubeの既存の拡張および提案された拡張である

地下ニュートリノ望遠鏡：
- Borexino、グラン・サッソ国立研究所（LNGS）、イタリア
- Soudan鉱山： Soudan2、MINOS、CDMSの拠点[12]

その他：
- GALLEX（1991-1997年、終了）
- Tauwer実験（建設時期未定）